# Lew Wallace
Lewis "Lew" Wallace (Brookville, 10 de Abril de 1827 — Crawfordsville, 15 de Fevereiro de 1905) foi um escritor, militar, advogado e diplomata dos Estados Unidos, autor do romance Ben-Hur, considerado "o livro cristão mais influente do século XIX".
Serviu na Guerra de Anexação do Texas e na Guerra de Secessão (com as forças da União). Foi governador do Território do Novo México algumas décadas antes de ser um Estado da União (1878-1881) e ministro encarregado de negócios na Turquia (1881-1885).

## Ben-Hur
O livro Ben-Hur: Uma História do Cristo, publicado por Wallace em 1880, conheceu rápido sucesso e foi adaptado diversas vezes nas décadas seguintes, sendo o filme dirigido por William Wylder a mais famosa.

## Legado e homenagens

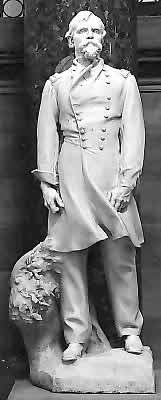
Estátua de Lewis Wallace no Capitólio dos Estados Unidos

Após a morte de Wallace, o Estado de Indiana encomendou ao escultor Andrew O'Connor a criação de uma estátua de mármore de Wallace vestido com um uniforme militar para a National Statuary Hall Collection no Capitólio dos EUA. A estátua foi inaugurada durante uma cerimônia realizada em 11 de janeiro de 1910. Wallace é o único romancista homenageado no salão. Uma cópia de bronze da estátua está instalada no terreno do estudo de Wallace em Crawfordsville.